# Euphorbia verruculosa
Euphorbia verruculosa är en törelväxtart som beskrevs av Nicholas Edward Brown. Euphorbia verruculosa ingår i släktet törlar, och familjen törelväxter. IUCN kategoriserar arten globalt som livskraftig.
Artens utbredningsområde är Namibia. Inga underarter finns listade i Catalogue of Life.